# اندیس خاک صنعتی (بنتونیت) یزن
خاک صنعتی( بنتونیت)یزن یک اندیس غیرفلزی است که در حوالی شهر خیارج استان قزوین قرار دارد و مادهٔ معدنی موجود در آن، خاک صنعتی است.سنگ میزبان این اندیس توف سبز است و دیرینگی آن به دوران ائوسن می‌رسد. در این اندیس، پاراژنز‌های ایلیت - گچ یافت می‌شوند.